# Sans loi
Pour plus de détails, voir Fiche technique et Distribution.
Sans loi (No Man's Law) est un film muet américain réalisé par Fred Jackman, sorti en 1927.

## Synopsis
Deux voyous de l'Ouest américain, Spider O'Day et Sharkey Nye tentent de s'emparer de la mine d'or du vieux Jack Belcher et trouvent sa fille, Toby, fort à leur goût...
C'est en se baignant nue, que Toby attise la concupiscence des deux hommes, mais un étalon sauvage vient à sa rescousse et la protège. Elle finit par s'amouracher de Spider semant la discorde entre les deux bandits qui en viennent aux mains. Les deux hommes finissant par se haïr, Sharkey tente de tuer Spider et de violer la jeune fille.
Chaque fois, Rex intervient. C'est lui, le véritable «héros» de l'intrigue, apparaissant toujours fort à propos et trouver un «heureux» dénouement au film.

## Fiche technique
- Titre original : No Man's Law
- Titre français : Sans loi
- Réalisation : Fred Jackman
- Scénario : Frank Butler et F. Richard Jones
- Photographie : George Stevens et Floyd Jackman
- Producteur : Hal Roach
- Société de production : Hal Roach Studios
- Société de distribution : Pathé Exchange
- Pays d’origine :  États-Unis
- Langue : intertitres en anglais
- Format : Noir et blanc - 35 mm - 1,37:1  -  Muet
- Genre : Western
- Longueur : sept bobines
- Date de sortie :
  - États-Unis : 1er mai 1927

## Distribution
- Rex: Rex, l'étalon sauvage
- Barbara Kent: Toby Belcher
- James Finlayson[3]: Jack Belcher
- Theodore von Eltz: Spider O'Day
- Oliver Hardy: Sharkey Nye

## Autour du film
Le film est un western classique mais particulièrement noir dans sa construction et faisant la part belle à la dimension sexuelle ce qui est peu commun pour les films de l'époque. Au Michigan le film fut menacé d'interdiction comme: «Seven reels of brutality with out point or redeeming feature» ainsi qu'en Ohio et en Pennsylvanie. Le film passa la censure après que les studios firent des coupures notamment sur la scène de baignade nue de Barbara Kent. Mais le studio appliqua ses mesures aux différentes copies en fonction des législations locales et non au négatif. Quelle que soit la version qui nous soit parvenue à ce jour, il est bien évident que cette scène ne soulèverait plus de tollé et si l'on en croit les historiens du cinéma, Barbara Kent portait un maillot couleur chair lors du tournage.
La concupiscence montrée par Sharkey est autrement dérangeante et le scénario donne ici à Oliver Hardy, même s'il a très souvent joué les « méchants » avant de se retrouver dans le duo de Laurel et Hardy, l'occasion de jouer dans un contre-emploi et de prouver qu'il est un comédien à part entière. Les scènes de séduction entre Toby et Spider, même si elles ne comportent que des gros plans de leurs visages, sont elles aussi très subjectives.
Mais au-delà de la nouveauté dans le genre western, le plus remarquable est que ce film soit le produit des Studios Hal Roach qui furent essentiellement actifs dans les comédies de courts métrages comiques. C'est à ce titre que l'on y retrouve aussi James Finlayson, une des principales vedettes de l'époque du studio, même si ce dernier est nettement moins convaincant qu'Oliver Hardy dans ce registre qui n'est pas le sien.
Rex, l'étalon dressé surnommé «Rex the Wonder Horse», au même titre que certains acteurs de «l'écurie Roach», a débuté avec son dresseur trois ans auparavant, toujours chez Hal Roach et toujours mis en scène par Fred Jackman, dans The King of the Wild Horses. No Man's Law est le quatrième long métrage de Fred Jackman mettant en scène le cheval après Black Cyclone et The Devil Horse. Rex tournera ensuite pour la Universal Pictures sept films dont il sera la vedette avant de terminer sa carrière dans King of the Wild Horses à la Columbia Pictures.